# 노동법 날치기 사건
노동법 날치기 사건은 1996년 12월 26일 신한국당(현 국민의힘)이 노동법 개정안과 안기부법을 날치기로 통과시킨 사건이다.

## 사건 전
1995년 지방 선거에서 참패를 당한 여당 민주자유당은 5공의 흔적이 강했다. 이어 총선이 다가오자 김영삼은 '신한국당'으로 당명을 개정한 뒤, 민정계를 당에서 쫓아냈다. 이후 다양한 세력들을 영입시켜 이미지 개선을 위해 노력했으나, 총선에서 여소야대라는 불리한 결과가 나왔다.
같은 해 노동법 개정안과 안기부법이 통과되지 못한 상태로 남아 있었다. 하지만 김영삼은 이미 야당의원을 영입시켜 여대야소로 만들었기 때문에, 날치기가 가능한 상태가 되었다.

## 사건의 진행

### 잠입을 위한 준비
신한국당 의원들은 1996년 12월 25일 저녁부터 총무단으로부터 전화통보를 받았고, 다음 날 새벽 서울 마포의 가든 호텔 등 4개 호텔에 나뉘어 모였다.

### 신한국당 의원들의 잠입
1996년 12월 26일 새벽 5시 50분, 관광버스를 타고 있던 신한국당 의원들이 국회에 잠입했다. 잠입한 의원들은 국회 본회의장에 들어갔다. 당시 의원들은 곧 처리될 11개 법안관련 서류봉투를 하나씩 들고 있었다.
새벽 6시, 신한국당 의원 157명 중 국회의장 김수한 등 3명을 제외한 154명이 입장을 끝냈다.

### 날치기 과정
당시 국회의장이 현장에 없었기 때문에 국회부의장이 그 일을 대신해야 했다. 의원들이 입장을 끝내자, 당시 국회부의장이었던 오세응이 개회를 선언했다.
개회를 시작한 지 얼마 안 돼서, 11개 법안이 통과되었다. 법안이 통과되는 데 걸린 시간은 7분이 채 되지 않았다.
이 사이 오세응은 의사봉을 48번 두드렸고, 신한국당 의원들은 여섯 차례 앉았다 일어섰다를 반복했다.

## 개정된 법안
날치기를 통해 개정된 법안의 특징은 다음과 같다.
안기부법의 경우, 찬양 고무죄와 불고지죄에 대한 안기부의 수사가 가능하게 되었다.
노동법의 경우, 정부안 가운데 복수노조 허용과 정리해고제 등이 일부 개정되었다. 또한 이는 정리해고를 법제화했는데, 정리해고가 자의적으로 남발되는 것을 막기 위해서 정리해고의 사유를 계속되는 경영의 악화와 생산성 향상을 위한 구조조정 등 긴박한 경영상의 필요가 있을 때로 한정했다. 그리고 대량해고를 조정하기 위해 일정 규모 이상의 인원을 해고하고자 할 때는 노동위원회의 승인을 받도록 했다. 파업 때 외부근로자를 쓸 수 있는 대체근로제가 도입되었고, 파업기간 중 새로운 하도급 생산도 가능하게 되었다. 무엇보다도 쟁의기간 중 임금을 지급하지 않게 할 수 있었다.

## 사건 이후
신한국당은 이 사건에 대해 정당성을 주장했으나, 야당은 무효임을 선언하고 투쟁하려는 움직임을 보였다. 대표 야당이었던 새정치국민회의와 자유민주연합의 의원 전원이 항의농성에 들어갔고, 검은 넥타이를 맨 뒤 여당 의원들의 명패에 검은 천을 씌웠다. 이는 신한국당의 반민주적인 행위를 비판하는 것이었다.
무엇보다도 자극 받은 대상은 노동계였다. 사건이 터진 다음 날, 노동계는 전면 총파업에 돌입했다. 당시 민주노총 위원장이었던 권영길은 이 법안이 백지화될 때까지 무기한 총파업에 들어가겠다고 결의했다. 한국노총을 비롯한 다른 노조들도 총파업에 들어갔고, 방송4사 노조 역시 이러한 법안이 철회되지 않으면 파업하겠다고 밝혔다.

## 정치적인 변화
권영길은 건설국민승리21을 창당하여 정계에 입문했고, 이를 통해 진보정당의 정치 참여를 본격화했다.
한편 당시 김영삼은 자신의 후계자로 이홍구를 내세웠으나, 그가 이에 가담하면서 국민들의 반발에 부딪혔다. 결국 이회창이 후계자가 되었지만, 대선에서 낙선하고 말았다.